# 刘仁本
刘仁本，字德元，浙江黄岩人，元朝进士，元末明初政治人物。
其为进士乙科，历任浙江行省郎中，和张本仁一同进入方国珍幕僚。与当时的名士谢理、朱右等人一起。方国珍偷偷通过海运输送粮元给元朝政府，实为刘仁本所负责。朱亮祖在进攻温州的时候，捉获刘仁本。朱元璋历数其罪，施用鞭刑至其背部溃烂而死。其从官都被迁徙到滁州，只赦免丘楠并任其为韶州知府。